# Tărtășești
Tărtășești è un comune della Romania di 4 994 abitanti, ubicato nel distretto di Dâmbovița, nella regione storica della Muntenia.
Il comune è formato dall'unione di 3 villaggi: Bâldana, Gulia, Tărtășești.